# Districtul Aïn Taghrout
Aïn Taghrout este un district din provincia Bordj Bou Arreridj, Algeria.